# Schönhausen (Meclemburgo-Pomerânia Ocidental)
Schönhausen é um município da Alemanha, situado no distrito do Planalto Lacustre de Meclemburgo, no estado de Meclemburgo-Pomerânia Ocidental. Tem 18,74 km² de área, e sua população em 2019 foi estimada em 231 habitantes.